# Maurs
Maurs – miejscowość i gmina we Francji, w regionie Owernia-Rodan-Alpy, w departamencie Cantal.
Według danych na rok 1990 gminę zamieszkiwało 2350 osób, a gęstość zaludnienia wynosiła 76 osób/km² (wśród 1310 gmin Owernii Maurs plasuje się na 92. miejscu pod względem liczby ludności, natomiast pod względem powierzchni na miejscu 204.).